# Canarana (kommun i Brasilien, Bahia, lat -11,67, long -41,74)
Canarana är en kommun i Brasilien.   Den ligger i delstaten Bahia, i den östra delen av landet, 800 km nordost om huvudstaden Brasília. Antalet invånare är 24 055.
Följande samhällen finns i Canarana:
- Canarana

Omgivningarna runt Canarana är huvudsakligen savann. Runt Canarana är det ganska glesbefolkat, med 32 invånare per kvadratkilometer.